# Ralph (rata)
Ralph fue la primera rata clonada. Fue creada por un equipo de investigadores del Instituto Nacional de Investigación Agrícola de Francia, en colaboración con una empresa de biotecnología, genOway. Participaron investigadores de China y Francia. Para dar a luz a Ralph, se implantaron 129 embriones en dos hembras, y una de ellas quedó embarazada y dio a luz a tres ratas, siendo Ralph el primero en nacer. Las ratas son particularmente difíciles de clonar, ya que el desarrollo temprano en los roedores es diferente al de otros mamíferos. Los óvulos de rata se "activan" tan pronto como salen de los ovarios, lo que dificulta la introducción de nuevo material genético. Se necesita una sustancia química para estabilizar el embrión antes de que sea posible la clonación. 
Ralph ha sido clonado con fines médicos que requieren animales genéticamente idénticos, incluidas pruebas sobre el impacto de la genética y el medio ambiente en el desarrollo de muchas enfermedades, así como para extraer y modificar genes, así como para resolver un problema con la fisiología de las ratas.